# Campeonato Mundial de Esgrima de 1949
O Campeonato Mundial de Esgrima de 1949 foi a 19ª edição do torneio organizado pela Federação Internacional de Esgrima (FIE). O evento foi realizado em Cairo, Egito. Essa é a 1ª vez que o campeonato é disputado fora da Europa. 

## Resultados
Masculino
| Evento             | Ouro | Prata                                                                                       | Bronze |
| Espada individual  | Itália · Dario Mangiarotti | França · René Bougnol                                                                       | Suécia · Per Carleson                                                                                           |
| Espada por equipe  | Itália · Roberto Battaglia · Luigi Cantone · Marco Antonio Mandruzzato · Dario Mangiarotti · Edoardo Mangiarotti · Antonio Spallino | Suécia · Per Carleson · Hans Drakenberg · Carl Forssell · Rolf Julin                        | Egito · Salah Desuki · Mohamed Abdel Rahman · Mahmud Yunes · Maurice Schmeil · Yusef Asfar                      |
| Florete individual | França · Christian d'Oriola | Itália · Renzo Nostini                                                                      | Itália · Edoardo Mangiarotti                                                                                    |
| Florete por equipe | Itália · Manlio Di Rosa · Edoardo Mangiarotti · Giuliano Nostini · Renzo Nostini · Giorgio Pellini                                  | Predefinição:FFRA René Bougnol Jéhan Buhan Christian d'Oriola Jacques Lataste Adrien Rommel | Egito · Osman Abdel Hafeez · Anuar Taufik · Salah Desuki · Hasan Hosni Taufik · Mahmud Yunes · Mohamed Zulficar |
| Sabre individual   | Itália · Gastone Darè | Itália · Giorgio Pellini                                                                    | Itália · Vincenzo Pinton                                                                                        |
| Sabre por equipe   | Itália · Gastone Darè · Renzo Nostini · Mauro Racca · Vincenzo Pinton · Giorgio Pellini · Vittorio Stagni                           | França · Jacques Lefèvre · Jean Levavasseur · Jean Parent · Jean-François Tournon           | Egito · Ahmed Abu-Shadi · Salah Desuki · Mohamed Abdel Rahman · Mahmud Yunes · Mohamed Zulficar                 |

Feminino
| Evento             | Ouro                         | Prata                      | Bronze                     |
| Florete individual | Áustria · Ellen Müller-Preis | Dinamarca · Karen Lachmann | França · Jacqueline Baudot |

## Quadro de medalhas
País sede
| Ordem | País      | Medalha de ouro | Medalha de prata | Medalha de bronze |    |
| ----- | --------- | --------------- | ---------------- | ----------------- | -- |
| 1     | Itália    | 5               | 2                | 2                 | 9  |
| 2     | França    | 1               | 3                | 1                 | 5  |
| 3     | Áustria   | 1               |                  |                   | 1  |
| 4     | Suécia    |                 | 1                | 1                 | 2  |
| 5     | Dinamarca |                 | 1                |                   | 1  |
| 6     | Egito     |                 |                  | 3                 | 3  |
| TOTAL | TOTAL     | 7               | 7                | 7                 | 21 |